# Omanuperla bruningi
Omanuperla bruningi és una espècie d'insecte plecòpter pertanyent a la família dels pèrlids. Es troba a l'illa del Sud de Nova Zelanda. El seu nom científic honora la figura de Harry Bruning en reconeixement de les seues contribucions en l'estudi dels plecòpters de Nova Zelanda i Austràlia.
En el seu estadi immadur és aquàtic i viu a rierols petits amb un substrat de sorra, fang, arrels d'arbres i vegetació caiguda, mentre que com a adult és terrestre i volador.
L'adult mascle fa 5 mm de llargària total, 6 a les ales anteriors i 5,5 a les antenes. La femella en fa 6 de llargària, 6,5 a les ales anteriors i 6 a les antenes. Els adults presenten les antenes amb segments llargs de color marró; els ulls grans, foscos i amb un tint vermellós; els palps maxil·lars penjants; els ocels prominents; el pronot subrectangular; les ales de color marró clar; i la part basal del segment de la tíbia més fosc que la resta de la pota.